# Никич, Милош
Милош Никич (серб. Милош Никић; 31 марта 1986, Цетине) — сербский волейболист, доигровщик итальянской «Модены» и сборной Сербии.

## Спортивная биография

### Клубная карьера
Профессиональную карьеру Милош Никич начинал в черногорской команде «Будванская Ривьера», в 2007—2008 годах выступал за итальянский «Спарклинг» из Милана, а в следующем сезоне защищал цвета «Кнака» (Руселаре) и в его составе стал серебряным призёром чемпионата Бельгии.
С 2009 года Милош Никич снова играл в итальянской Серии A1, продолжая ежегодно менять клубы, и в стремлении каждый раз перейти в более классную команду прошёл путь от скромной «Латины» до «Габеки», которая в 2012 году добралась до полуфинала Кубка Европейской конфедерации волейбола, уступив в нём по сумме двух матчей московскому «Динамо».
Летом того же года Милош Никич подписал контракт с «Губернией» из Нижнего Новгорода. Президент клуба Олег Савкин отмечал, что его команде был необходим доигровщик, стабильно выдерживающий приём и эффективно играющий на высоких мячах. Никич присоединился к команде в сентябре, в начале сезона из-за травмы спины пропустил несколько матчей, но затем быстро влился в командную игру. По итогам чемпионата России он имел 52 % процента позитивного приёма и третий показатель по результативности среди игроков «Губернии», которая завершила первенство на 4-м месте. В сезоне-2013/14 в составе «Губернии» Никич стал финалистом Кубка Европейской конфедерации волейбола.
В июне 2014 года Милош Никич перешёл в турецкий «Фенербахче», а через год пополнил состав итальянской «Модены». В сезоне-2015/16 в её составе выиграл Суперкубок, Кубок и чемпионат Италии.

### Карьера в сборных
Милош Никич дебютировал в сборной Сербии и Черногории 18 ноября 2006 года в Сендае в матче чемпионата мира против сборной Казахстана. После мирового первенства сборная Сербии и Черногории прекратила своё участие в международных турнирах. Никич, родившийся в Черногории и считавшийся на своей родине одним из самых перспективных игроков, всё же выбрал для продолжения карьеры сербскую команду. В феврале 2007 года он ответил согласием на приглашение от её тренера Игора Колаковича. Тем временем завершили карьеру в национальной команде Владимир Грбич, Горан Вуевич и Слободан Бошкан — все опытные доигровщики, побеждавшие на Олимпийских играх в Сиднее-2000, что позволило Никичу сразу получить в сборной Сербии большую игровую практику.
Первым достижением Милоша Никича в сборной стала бронзовая медаль чемпионата Европы 2007 года в Москве и Санкт-Петербурге. В 2010 году завоевал бронзу чемпионата мира в Италии, а спустя год вместе со сборной поднялся на верхнюю ступень пьедестала почёта континентального первенства в Австрии и Чехии. В его активе также бронза чемпионата Европы 2013 года в Дании и Польше и четыре медали Мировой лиги. В 2008 и 2012 годах Никич был участником Олимпийских игр, где его команда заняла соответственно 5-е и 9-е места.